# Demetri Mitchell
Demetri Kareem Mitchell (* 11. Januar 1997 in Manchester) ist ein englischer Fußballspieler der seit Januar 2023 beim Drittligisten Exeter City unter Vertrag steht.

## Karriere

### Verein
Demetri Mitchell wurde im Jahr 1997 in der englischen Industriestadt Manchester geboren. Seine Karriere begann er in der Jugend von Manchester United. Als Teil der U-20-Mannschaft des Vereins debütierte er als Profi am 21. Mai 2017, dem letzten Spieltag der Premier-League-Saison 2016/17 gegen Crystal Palace. Im Januar 2018 wurde der 21-jährige bis zum Ende der Saison 2017/18 an Heart of Midlothian in die Scottish Premiership verliehen. Im Sommer 2018 kehrte er zunächst nach Manchester zurück, wechselte Ende August 2018 jedoch erneut für ein Jahr auf Leihbasis zu Heart of Midlothian. Für den schottischen Erstligisten bestritt er zwanzig Spiele in der Scottish Premiership 2018/19, ehe eine Verletzung im Februar 2019 seinen Saison vorzeitig beendete.
Nachdem er in Manchester keinen neuen Vertrag erhalten hatte, unterschrieb der 23-Jährige Anfang September 2020 einen Zweijahresvertrag beim Drittligisten FC Blackpool. Mit seinem neuen Team feierte Mitchell (32 Ligaspiele/1 Tor) in der EFL League One 2020/21 den Aufstieg in die zweite Liga, dank eines 2:1-Erfolges im Play-off-Finale gegen Lincoln City.
Nach einem halben Jahr in der EFL Championship kehrte Demetri Mitchell nach Schottland zurück und unterschrieb einen bis 2024 gültigen Vertrag beim Erstligisten Hibernian Edinburgh.
Im Januar 2023 wechselte er zurück nach England zum Drittligisten Exeter City.

### Nationalmannschaft
Demetri Mitchell spielte von 2012 bis 2017 in verschiedenen Juniorennationalmannschaften des englischen Fußballverbandes. Sein Debüt gab er in der U-16-Mannschaft gegen Nordirland am 27. September 2012. Ab 2013 war er für die U-17 aktiv und nahm 2014 an der Europameisterschaft dieser Altersklasse teil. Mit dem Team gewann Mitchell das Finale gegen die Niederlande im Elfmeterschießen. Danach spielte der Außenverteidiger in der U-18 und U-20.

## Erfolge
mit der englischen U-17-Nationalmannschaft:
- Europameister (1): 2014